# اختطاف أكيلي لاورو

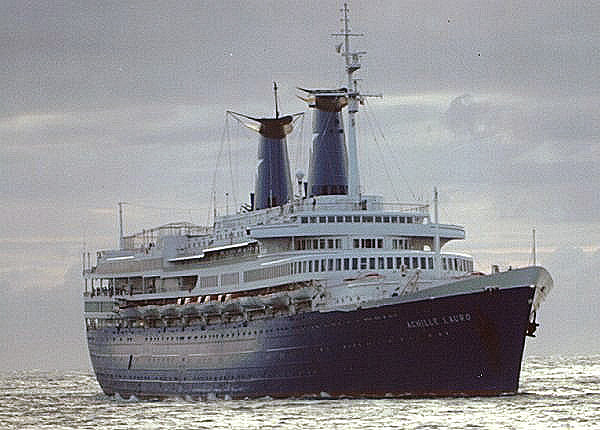
أكيلي لاورو حوالي 1987.

في 7 أكتوبر 1985 اختطف أربعة رجال يمثلون جبهة التحرير الفلسطينية السفينة أكيلي لاورو الإيطالية قبالة ساحل مصر حيث كانت تبحر من الإسكندرية إلى أشدود في إسرائيل. نظم الاختطاف محمد زيدان (محمد أبو عباس) زعيم الجبهة. قتل المختطفون رجل أمريكي يهودي يبلغ من العمر 69 عاما على كرسي متحرك يدعى ليون كلينغهوفر وألقوا به من السفينة في البحر الأبيض المتوسط.

## الخلفية
كان من المقرر أن تقوم إحدى الفصائل الثلاثة التابعة لجبهة التحرير الفلسطينية بتخطيط وتنفيذ عملية اختطاف أكيلي لورو. كانت جبهة التحرير الفلسطينية ككل واحدة من المجموعات الثماني المكونة أصلا التي شكلت منظمة التحرير الفلسطينية التي كانت تحت رئاسة ياسر عرفات.
كان الفصيل الأول من الجبهة الوطنية الفلسطينية يرأسه طلعت يعقوب وهو فلسطيني يعارض عرفات ويحظى بدعم سوريا. (أدان يعقوب على الفور الخطف). كان الفصيل الثاني من جبهة التحرير الشعبية يرأسه عبد الفتاح غانم الذي يعارض أيضا عرفات. كان الفصيل الأخير يرأسه عباس الموالي لعرفات وعضو اللجنة التنفيذية لمنظمة التحرير الفلسطينية. كان فصيله من جبهة التحرير الشعبية قد نفذ بالفعل سلسلة من الغارات المسلحة في إسرائيل والضفة الغربية منذ أواخر السبعينات.
طوال الثمانينيات شنت جبهة التحرير الفلسطينية وغيرها من أعضاء منظمة التحرير الفلسطينية هجمات على أهداف مدنية وعسكرية في شمال إسرائيل عبر الحدود اللبنانية. أدى الهجوم الذي شنته القوة 17 التابعة لمنظمة التحرير الفلسطينية في 25 سبتمبر 1985 على يخت إسرائيلي في لارنكا (قبرص) حيث قتل ثلاثة إسرائيليين من القوات الجوية الإسرائيلية إلى قصف مقر منظمة التحرير الفلسطينية في تونس (عملية الساق الخشبية) في 1 أكتوبر 1985 ودمر المقر بالكامل في هذا الهجوم وقتل 60 من أعضاء منظمة التحرير الفلسطينية.
يعتقد أن اختطاف أكيلي لاورو كان عملا انتقاما من التفجير. ومع ذلك كانت هذه المطالبة موضع نزاع في عام 2013 من قبل أرملة عباس ريم النمر. قالت النمر أن عملية الاختطاف كانت مقررة قبل 11 شهر وأن الخاطفين كانوا بالفعل يتدربون وهميا على خطف أكيلي لاورو. كانت الخطة هي فتح النار على الجنود الإسرائيليين عند وصول السفينة إلى أشدود في عملية انتحارية.

## خط سير الرحلة والركوب
يذكر أن أكيلي لاورو قد بدأت الإبحار من مدينة جنوة الإيطالية يوم الخميس 3 أكتوبر عام 1985 مع خط سير رحلة لمدة 11 يوما بالمرور من موانئ في نابولي بإيطاليا والإسكندرية وبورسعيد بمصر وأشدود قبل أن تعود إلى جنوة.
ركب السفينة 748 راكبا. كان من بين الركاب مجموعة من الأصدقاء المقربين من نيويورك ونيوجيرسي الذين كان لديهم عادة ممارسة العطلة على شاطئ جيرسي. قرروا جميعا القيام برحلة بحرية للاحتفال بعيد ميلاد مارلين كلينغوفر (58 عاما) (مديرة شؤون الموظفين في شركة نشر صغيرة كانت قد حاربت سرطان القولون في هدوء) وكذلك الاحتفال بالذكرى السنوية 36 لذكرى زواجها من ليون (الذي يملك ويشغل شركة تصنيع أجهزة صغيرة). كان للزوجين ابنتان بالغتان ليزا متزوجة وتبلغ من العمر 34 عام وإلسا التي تبلغ من العمر 28 عام وتعمل). نتيجة لسكتين من السكتات الدماغية أصيب ليون بالشلل في جانبه الأيمن بينما كان يستطيع المشي في بعض الأحيان مع عكاز وكان يعتمد عادة على كرسي متحرك (واختارت المجموعة أكيلي لاورو في مقارنة مع عدة سفن بسبب إمكانية دخول الكراسي المتحركة). السفر مع كيلينغهوفرز حيث أصدقائهم فرانك وميلدريد هوديس ونيل وجون كانتور وسيمور وفيولا ميسكين وسيلفيا شيرمان وشارلوت شبيغل.
بسبب عمليات اختطاف السفن التي لم يسمع عنها نسبيا في ذلك الوقت فإن مالكي السفينة لم يفعلوا شيئا آخر للأمن إلى جانب التحقق من جوازات السفر في جنوة. لم يتم فحص الأمتعة التي يحملها أحد وكان ينظر إليه على أنه إجراء عادي في ذلك الوقت. حدث هذا الأمن المتراخي في نفس العام الذي وقع فيه بالفعل عدد من الحوادث الإرهابية في أوروبا والشرق الأوسط بما في ذلك اختطاف طائرة تي دبليو إيه الرحلة 847 كرهائن وقتل واحد خلال الطريق.

## الأحداث المبكرة
في يوم الجمعة 4 أكتوبر رست أكيلي لورو في نابولي ثم أبحرت عبر مضيق مسينا إلى البحر الأبيض المتوسط الذي كان هادئا وكان يوم خريفي دافئ. مدير الرحلات البحرية ماكس فيكو ذكر في وقت لاحق أنه لاحظ أن العديد من الشبان كانوا يتصرفون بتصرفات مشبوهة حيث أبقوا أنفسهم منعزلين رافضين أي اندماج ودي مع بقية الضيوف في الرحلة البحرية. زعموا أنهم أرجنتينيون عندما حاول ضيوف آخرون التعرف عليهم باللغة الإنجليزية ولكنهم لم يفهموا الإسبانية بطلاقة عندما تم التحدث إليهم. كان لديهم جوازات سفر من البرتغال والنرويج والأرجنتين - في وقت لاحق كان نظريا أنهم كانوا يحاولون الحفاظ على قصة تغطية.
يوم الأحد 6 أكتوبر احتفل كلينغهوفرز وأصدقائه بعيد ميلاد مارلين الثامن والخمسين.
في 7 أكتوبر في الإسكندرية غادر 651 راكبا من أكيلي لاورو في جولة بالحافلات في الأهرامات. كانوا يلتقون بالسفينة بعد أربعة عشر ساعة في بورسعيد عند مصب قناة السويس على بعد 150 ميلا إلى الشرق.
الركاب الذين بقوا على متن أكيلي لاورو مثل رينيه سبريشر في وقت لاحق سجل تقريرا عن مشاهدة سجل طاقم الكاميرا على ما يبدو أنه لقطات الفيلم مع الناس الذين يعملون على وخارج السفينة إطلاق المدافع مع الفراغات. في نهاية هذه السيارة وصلت وأخذ رجل اثنين من حزم ملفوفة من تحملها على متن السفينة. تم النظر في وقت لاحق أن هذه هي الطريقة التي تم جلب الأسلحة على متنها.

## الخطف
في يوم الاثنين الموافق 7 أكتوبر 1985 اختطف أربعة مسلحين من جبهة التحرير الشعبية أكيلي لاورو من مصر. كان المفتشون قد فاجأوا من قبل أحد أفراد الطاقم وعملوا قبل الأوان. فاجأ مضيف الكابينة الخاطفين الفلسطينيين الأربعة من خلال دخول غرفتهم وهم يقومون بتنظيف أسلحتهم. خطط الخاطفون لشن هجوم على أشدود ووضع إسرائيل جانبا عندما قام الخاطفون بالذعر وانتقلوا إلى خطف السفينة بدلا من ذلك.
اقتحم الخاطفون الأربعة غرفة طعام السفينة. أطلقوا النار بأسلحتهم الأوتوماتيكية فوق رؤوس الركاب الذين كانوا يأكلون. صرخات من الركاب تنسجم مع صراخ المسلحين ومع صوت سقوط شظايا الزجاج. حاولت فيولا ميسكين أن تركض إلى باب ولكن تم اعتراضها من قبل إرهابي مع بندقية الذي أعاد ظهرها. ركضت الراكبة النمساوية آنا هورانتر إلى مخرج ولكنها دفعت إلى أسفل الدرج من قبل أحد الخاطفين. ركض ركاب آخرون في حالة من الذعر من غرفة الطعام في المطبخ ومطاردة من قبل أحد الخاطفين. داخل المطبخ ضرب الخاطف اثنين من موظفي المطبخ.
أبلغ المسؤول التنفيذي للسفينة النقيب جيراردو دي روزا بأن هناك رجال مسلحين كانوا على متنها يطلقون النار على الركاب. نزل النقيب دي روزا بسرعة من خلال عدة أسطح تتحرك نحو السفينة الصارمة. جاء صوت محرض على مكبرات صوت السفينة يطلب منه أن يأتي على الفور إلى الجسر. وصلوا إلى دي روزا بمدافع رشاشة. أطلق الخاطفون بعض الطلقات على سطح السفينة ثم صرخوا بالعربية. طالبوا بإبحار السفينة على بعد 300 ميل إلى الشمال الشرقي إلى ميناء طرطوس السوري.
اقتحم الخاطفون بقية الركاب الذين كانوا على متنها واقتادوهم إلى غرفة الطعام. غابت هورانتر التي بعد أن دفعت إلى أسفل الدرج من قبل مسلح دخلت أول مقصورة مفتوحة وجدت واختبأت في الحمام. قالت أنها ستبقى هناك حتى يجدوها موظفي التنظيف بعد أربعة أيام (بعد خطف الخاطفين). كانت على قيد الحياة مع تفاحتين وجدتهما.
أمر الخاطفون النقيب دى روزا بتوجيه الأمر إلى أفراد الطاقم البالغ عددهم 450 فردا بمواصلة مهامهم العادية ولكنهم يقولون بوضوح بأنهم رهائن. زعموا أن ما مجموعه 20 خاطفين كانوا على متنها. في وقت لاحق فقط اكتشف دي روزا وضباطه أن هناك أربعة فقط من المختطفين.
في داخل غرفة الطعام وضع الخاطف عرضا للقوة لإلقاء القبض على الرهائن وتهديدهم ببنادقهم الآلية وسحب الدبابيس من قنابلهم اليدوية مع إبقاء ذراع الأمان منخفضا. كان لدى رهينتين قنابل حية مما تسبب في القلق من أنه إذا سقط نائما ومستويات السلامة فصل يسبب الانفجار. اختطف الخاطفون بشكل متقلب من الدعاوى إلى الوحشية - لحظة واحدة يغسل كوب لرهينة لاستخدامها وبعد ذلك الخاطف يرمح مخزون بندقية في السيدة كلينغوفر لإجبارها على الانبطاح على الأرض ثم خاطف يرافق رهينة إلى مقصورة لتغيير ملابس السباحة الرطبة. كما حاول الخاطفون الانخراط في بعض الإقناع السياسي وقالوا للرهائن: «ريغان سيء وعرفات جيد».
قبل أن يقوم الخاطفون بفرض الصمت الإذاعي تمكن طاقم أكيلي لاورو من إرسال رسالة استغاثة التي التقطها مرفق للرصد في السويد. حذر ذلك المجتمع الدولي من أن الفلسطينيين استولوا على سفينة إيطالية.
مع اقتراب الليل من الخاطفين أخذ جميع الرهائن حتى عدة الطوابق إلى صالة أرازي على سطح السفينة بروميناد وأعطاهم البطانيات لقضاء الليل. بينما أمروا مطبخ السفينة بإرسال الطعام إلى الرهائن فإن الحاويات التي زعموا أنها كانت مليئة بالبنزين في جميع أنحاء الغرفة (على ما يبدو كخدعة لدفن طاقم السفينة). على الرغم من المخاوف من القنابل اليدوية والبنزين حاول الركاب أن يناموا على الأرض بينما كانت السفينة تبحر باتجاه سوريا.
وصل السياح الذين زاروا الأهرامات بورسعيد بحلول الساعة 10:30 ولكن لم يجدوا أي سفينة. في البداية قيل لهم أن حركة المرور في القناة قد تأخر السفينة ولكن في الساعة 1:30 صباحا اتضحت الحقيقة. بعض الركاب مثل فرانك هوديس الذي ترك أسرته أو بعض صحبه على السفينة بدأ في القلق.

## ردود فعل الحكومة
لدى علمهم بالخطف وأن هناك أمريكيا كان عضو في إدارة ريغان في واشنطن العاصمة (في منطقة زمنية بعد سبع ساعات من مصر) تحركوا لاتخاذ إجراءات حاسمة. اجتمع الفريق العامل المعني بالحوادث الإرهابية (الذي ضم الفريق البحري أوليفر نورث وهو عضو في مجلس الأمن الوطني) وفقا للإجراءات المحددة سلفا لمكافحة الإرهاب. أوصوا بإرسال فريق دعم الطوارئ التابع لوزارة الخارجية إلى روما لمساعدة السفارة هناك حيث كانت السفينة إيطالية. كما أوصى الفريق بأن يرسل البنتاغون فريقا من قوات العمليات الخاصة إلى أوروبا في حال كانت السفينة بحاجة للاستيلاء على الرهائن. وافق الفريق الفرعي التنفيذي الذي يرأسه جون بويندكستر على هذه التوصيات وأرسل أوامر إلى إدارتي الدولة والدفاع. قام الجنرال كارل ستاينر بالجيش الأمريكي بوضع فصيلين من وحدة مكافحة الإرهاب التابعة للبحرية وفريق سيل ستة وكوماندوز من قوة دلتا في طريقها إلى أوروبا للعمل مع حلف الناتو من قاعدة بريطانية في شبه جزيرة أكروتيري بقبرص. طلبت وزارة الخارجية الأمريكية من الدول الواقعة على طول البحر الأبيض المتوسط منع دخول أكيلي لاورو إلى موانئها من أجل إبقائها في المياه الدولية. كما سعت إلى إبقاء الصحافة بعيدا عن السفينة لمنع إعطاء الخاطفين انتشار عالمي.
اتخذت الحكومة الإيطالية نهجا مختلطا. كان وزير الدفاع جيوفاني سبادوليني قد أرسل الجيش ستة وستين من المظليين وأربع مروحيات وخبراء على متن السفينة إلى القاعدة البريطانية في أكروتيري. بحث رئيس الوزراء بتينو كراكسي عن حل دبلوماسي يبدأ حوارا متواصلا مع كل دولة معنية بما في ذلك الدول المواطنة على متنها والدول العربية في مصر وسوريا والأردن وتونس.
دعت إيطاليا منظمة التحرير الفلسطينية إلى الإعلان علنا عما إذا كانت لها أي مشاركة. ردا على ذلك ندد ياسر عرفات بعملية الخطف وعرض المساعدة في التفاوض من أجل التوصل إلى نتيجة سلمية للحادث. أوضح المصدر نفسه أن عرفات أرسل اثنين من الرجال إلى مصر للانضمام إلى فريق التفاوض المشترك مع الإيطاليين والمصريين أحد مستشاريه وعضو اللجنة التنفيذية لمنظمة التحرير الفلسطينية هاني الحسن وأبو العباس. في بورسعيد بمصر انضم هذان الممثلان إلى ممثل منظمة التحرير الفلسطينية من القاهرة - زهدي القدرة. (من غير المعروف ما إذا كان عرفات جاهلا بتورط أو إذا تم إرساله للتأكد من أن الحادثة ستنتهي بسرعة).

## المطالب
في صباح يوم الثلاثاء 8 أكتوبر بدأ المختطفون بفصل الرهائن. كانوا يبحثون عن اليهود والأميركيين ويطلبون من الرهائن التعريف بأنفسهم ولكنهم كانوا يرفضون. جمعوا جوازات سفر الركاب وسحبوا اثني عشر أميركا وستة من الراقصات البريطانيات اللواتي تم تعيينهن كراقبات (كان من المقرر أن يؤدن في الصالة ذاتها التي يحتجزن فيها كرهائن). عند النظر إلى جوازات سفر زوجين مسنين سأل الخاطفون إن كانوا يهود. عندما سمعوا أنهم كانوا من الخاطفين طرقوا الرجل إلى الأرض وضربوه مرارا وتكرارا بعقب مسدسه.
أمر الخاطفون الركاب البالغ عددهم عشرين فصلا بالسلالم ولكن كرسي ليون كلينغهوفر المتحرك لم يتمكن من الصعود وزوجته مارلين رفضت التخلي عنه. أمرها الخاطفون بالرحيل عنه عندها احتجت على وضع مدفع رشاش على رأسها وأمرته بالدرج. عرضت زميلتهم الراكبة آنا شيدر أن يأخذ السيد كلينغوفر ولكن تم رفضه حيث قال أحد الخاطفين: «أنت تذهب! سوف نحرص عليه».
على سطح ليدو تحت الجسر وفوق الصالة كان الرهائن الآخرون محتجزون وأجبر الرهائن المفصولين على الاستلقاء على سطح السفينة. قال إن الحاويات تحتوي على وقود وضعت حولهم مع تهديدات من الخاطفين أنهم سيطلقون النار على العلب إذا تم استفزازهم. قال أحد الخاطفين للرهينة إيفلين ويلتمان أنه إذا حاول الكوماندوز إنقاذ جميع الرهائن فسيتم إعدامهم. في هذه المرحلة أصبح من الواضح للرهائن والقبطان دي روزا أن واحدا من الخاطفين الأربعة كان زعيمهم - يوسف ماجد مولكي البالغ من العمر 23 عاما (الذي عينه عباس من مخيم للاجئين الفلسطينيين المزدحم في الأردن).
وصلت أكيلي لاورو إلى طرطوس في الساعة 11:00 صباحا وكسر مولقي صمت الراديو. طلب من السلطات السورية السماح له بإرساء السفينة في طرطوس وطالبها بإرسال شخص من الصليب الأحمر الدولي إلى السفينة مع ممثلين بريطانيين وأمريكيين. ذكر أنه كان مع جبهة التحرير الشعبية وطالب بالحصول على اتصال مع الحكومة الإسرائيلية وإطلاق سراح 50 فلسطينيا محتجزا في سجونها بمن فيهم سمير القنطار على وجه التحديد.
كان القنطار اللبناني صديقا لأبو العباس العقل المدبر وراء عملية الاختطاف. كانت إسرائيل سجنت القنطار وشريكه قبل خمس سنوات من محاولة اغتيال أسرة يهودية في نهاريا (شمال إسرائيل) بالقرب من الحدود اللبنانية. أدى الخطف المتعمد (الذي كان يخطط له عباس والقنطار) إلى مقتل الشرطي الإسرائيلي إلياهو شهار وداني كايزر الأب البالغ من العمر 31 عاما وابنتيه إينات البالغة من العمر أربع سنوات ويائيل البالغة من العمر سنتين حيث خلف زوجة وأم فقط.
إذا لم يتم الإفراج عن السجناء قال مولقي أنهم سيبدأون في قتل الرهائن: «سنبدأ في الساعة الثالثة من بعد الظهر». سوريا بعد التشاور مع الحكومتين الأمريكية والإيطالية لم تستجب لأي من المطالب.

## قتل ليون كلينغوفر
في الساعة الثالثة مساء بدأ الخاطفون في التقرير في من سيقتلونه أولا عن طريق خلط جوازات سفر الرهائن الأمريكية والبريطانية والنمساوية. اختاروا ليون كلينغوفر لقتله أولا تليه ميلدريد هوديس. أمر مولكي مانويل دي سوزا النادل البرتغالي لمرافقته ودفع كلينغوفر خارج على سطح السفينة المفتوح. أخذ كلينغوفر مرة أخرى على طول سطح السفينة بأكمله إلى المؤخرة. أمر مولكي دي سوزا بالعودة إلى السفينة.
قام الخاطفون الآخرون بنقل بقية الرهائن إلى الصالة. لاحظت مارلين كلينغوفر أن ليون لم يكن هناك وبدأت تبكي. أخبرها الخاطف بأنه نقل إلى مستشفى السفينة بسبب المرض.
أطلق مولكي النار على ليون كلينغوفر مرة واحدة في الرأس ومرة أخرى في الصدر. توفي على الفور بالسقوط على وجهه. ثم ذهب مولكي وأمر دي سوزا برمي الجسم على جانب السفينة. عندما كان دي سوزا غير قادر على القيام بالمهمة وحده أجبر مولكي مصفف الشعر الإيطالي فيروتشيو ألبيرتي تحت تهديد السلاح برمي الجسم ومن ثم الكرسي المتحرك في البحر. سمع العديد من الرهائن الطلقات بمن فيهم مارلين كلينغهوفر. دعت الخاطفين إلى السماح لها برؤية زوجها لكنهم رفضوا. كانت تخشى من الأسوأ لكنها لا تزال تأمل.
مولكي مع ملابس الدم المبعثر عاد إلى الخاطف الآخر وقال له: «لقد قتلت الأمريكي». ثم ذهب هو وبسام الأشقر إلى الجسر. تم تسليم جواز سفر كلينغوفر إلى الكابتن دي روزا وهو يشير بإصبعه: «بووم، بووم». ثم قام بتسليم جواز سفر هوديس له وقال: «ستكون هذه هي الثانية». في تلك المرحلة قال لهم دي روزا أنهم يمكن أن يقتلوه بدلا من الركاب.
أمر مولقي دي روزا بإخبار السوريين بأن أحد الركاب قد قتل وأنهم كانوا على استعداد لقتل آخر. رد السوريون على مولقي بالعودة من حيث أتى. بسبب أنه لم يجد أي مساعدة في سوريا فقد أمر مولكي دي روزا بالإبحار إلى ليبيا.

## المفاوضات
قبل أن تتجه أكيلي لاورو إلى ليبيا لم يتمكن عباس من الاتصال بالسفينة باستخدام الاتصالات البحرية المصرية إلى محطة إذاعة مونت كارلو باللغة العربية. طلب بكنيته أبو خالد من المحطة بث رسالة إلى السفينة وإصدار تعليمات للخاطفين بالعودة فورا إلى بورسعيد ومعالجة الركاب. كان مولكي على الجسر مع الكابتن دي روزا يستمع إلى المحطة وأصبح سعيدا بالطلب من القبطان تحديد مسار لبورسعيد في 7:20 مساء الثلاثاء 8 أكتوبر. بعد تعليمات عباس توجهت أكيلي لاورو إلى بور سعيد حيث كان قد سبق له أن توقفت سياحيا.
كان عباس الذي لا يزال يستخدم كنية أبو خالد قادرا في وقت لاحق على الاتصال بالسفينة من قبل الإذاعة البحرية من بورسعيد. قال عباس لماجد أن يعامل الركاب جيدا وأن يعتذر لهم ولطاقمها والقبطان. قال ماجد ليقول لهم أن هدفهم ليس السيطرة على السفينة وأن صداقتهم مع إيطاليا كانت «مهمة جدا بحيث لا يمكن تصور أن أي إجراء سوف يتخذ ضد أصدقائنا الأوروبيين».
ثم تحدث عباس إلى الكابتن دي روزا واعتذر له قائلا: «إننا نأسف حقا لأننا لم ننوي خطفك لكن وضعنا كان يجب أن نتحكم فيه لعدة ساعات». أجاب دي روزا: «أنا على دراية بموقفكم وأنا أفهم جيدا ونحن نفهم الفلسطينيين ونحن نفهم التطلعات الفلسطينية ولهذا السبب نحن جميعا معكم». أتاح الاتصال اللاسلكي للمجتمع الدولي تحديد موقع السفينة. تمكن الإسرائيليون من تقديم معلومات عن مناقشات الإذاعة مع السفينة إلى إدارة ريغان وإبلاغهم بأن فصيل لعباس وراء عملية الاختطاف. خوفا من أن يكون الخاطفون يهددون بقتل الركاب قد تمت متابعتهم ولم يرغبوا في تكرار حادث الطائرة رقم 847 الحادث الخاطف حيث كانت الإدارة عاجزة عن العمل وأمرت القوات الخاصة الأمريكية التي جرت في قبرص بإجراء الاستعدادات لاقتحام السفينة.
نقل ماكسويل م. راب السفير الأمريكي لدى إيطاليا إلى رئيس الوزراء كراكي بعد ظهر اليوم الثلاثاء اعتزام الولايات المتحدة شن هجوم عسكري على السفينة. احتج كراكسي على أن السفينة إيطالية ولذلك فإن إيطاليا يجب أن تتصرف فقط وأنه لم يكن هناك تأكيد على أي عملية قتل. مواصلة المفاوضات لإطلاق سراح السفينة يبدو ممكنا. نقل ذلك ردا على استفساراته أن المصريين قالوا له إن أحدا لم يقتل. بدأت الحكومة المصرية إجراء مفاوضات عبر ممثل منظمة التحرير الفلسطينية محمد أبو عباس.
بحلول مساء الثلاثاء بدأت منظمة التحرير الفلسطينية تسعى إلى تسليم الخاطفين إليهم إذا استسلموا. كان عرفات قد أوصل عباس إلى رئيس الوزراء الإيطالي كراكي بأن الخاطفين وعدوا بإطلاق سراح جميع الركاب وإنزال طلبات الإفراج عن السجناء. كما أوصل عرفات من خلال عباس إلى الرئيس المصري حسني مبارك للتعهد بتسليم الخاطفين إلى منظمة التحرير الفلسطينية في تونس للمحاكمة.
أصدرت الجبهة بيانا من نيقوسيا في قبرص اعتذرت للركاب عن عملية الاختطاف: «لم يكن الهدف من العملية اختطاف السفينة أو ركابها أو أي مدني من أي جنسية كما أن العملية لم تستهدف الدول التي هي و [...] [كانت البعثة] للسفر في رحلة بحرية عادية إلى ميناء أشدود في فلسطين المحتلة حيث كان رفاقنا يذهبون إلى هدف عسكري إسرائيلي محدد كرد على الحرب والإبادة والإرهاب ضدهم والانتقام من شهداء الغارة الإسرائيلية على تونس واضطر رفاقنا للسيطرة على السفينة قبل بلوغ الهدف المحدد ونود أن نذكر أن المسار نحو الموانئ العربية كان نتيجة للوضع والارتباك الذي سقط فيه الفريق».
الساعة 7:30 من صباح يوم الأربعاء 8 أكتوبر رست أكيلي لاورو قبالة بورسعيد. بينما ظل الرهائن في الصالة اقترب قارب صغير من السفينة. نزل مولقي للتحدث مع الوافدين الجدد الذين شملوا أبو العباس وهاني الحسن. The Egyptian Government began to conduct negotiations through the medium of PLO representative Muhammed "Abu" Abbas.
بدعم من المسؤولين المصريين والإيطاليين بدأ عباس والحسن الحديث مع الخاطفين مما أعطى مظاهر مفاوضات حقيقية. أشادت منظمة التحرير الفلسطينية بالحادث على أنه مفاوضات ناجحة واعترفت بها. أبلغ الحسن عرفات بهذا الكلام ووصف عرفات رئيس الوزراء الإيطالي كراكشي اليوم الأربعاء. قال له عرفات أن الخاطفين سيطلقون سراح الأسرى إذا تم تلبية مطالبهم وأن سفراء الولايات المتحدة وإيطاليا وألمانيا الغربية وبريطانيا العظمى يزورون السفينة ثم يعطى الخاطفون ممرا آمنا من السفينة.
طالب السفير الإيطالي جيوفاني ميغليولو السفراء الآخرين بمرافقته في رحلة مروحية إلى بورسعيد لإجراء محادثات مع الخاطفين. رفض السفير الأمريكي فيليوتس قائلا أنه سيعطي الخاطفين المنصة الإعلامية التي يريدونها والأهم من ذلك أن السياسة الأمريكية لا تتفاوض مع الخاطفين.
بينما كان الدبلوماسيون يستعرضون خياراتهم اتصل هاتفيا وزير الخارجية المصري عصمت عبد المجيد وطلب منهم إبلاغ مكتبه. هناك اقترح عرضا جديدا - سيتم الإفراج عن الرهائن إذا وعدت الحكومات الأربع بعدم متابعة الخاطفين. قال له السفراء أنهم لا يستطيعون الالتزام بذلك دون التشاور مع حكوماتهم. أعار عبد المجيد كل سفير مكتب وهاتف. طالب بإجابة في غضون عشرين دقيقة وتجاهل السفراء الموعد النهائي وبدأوا في مناقشة المسألة مع حكوماتهم. أبلغ السفراء الأمريكيون والبريطانيون عبد المجيد أن حكوماتهم رفضت وتكرر سياساتها بعدم التفاوض مع الخاطفين.
بحلول مساء الأربعاء ركب فريق سيل ستة متن يو إس إس آو جيما السفينة الهجومية البرمائية قبل أن يبحروا إلى بورسعيد. تقرر أن تستمر الغارة طالما كانت السفينة في المياه الدولية ولكن سيتم تعليقها إذا دخلت المياه المصرية.
بعد يومين من المفاوضات وافق الخاطفون على التخلي عن البطانة مقابل سلوك آمن ووعد بالحصانة من المصريين. نقلوا جوا باتجاه تونس على متن طائرة تجارية مصرية.
لم تعلم مارلين كلينغوفر الحقيقة إلا بعد أن ترك الخاطفون السفينة في بورسعيد. نفى وزير الخارجية في منظمة التحرير الفلسطينية فاروق القدومي في وقت لاحق أن يكون الخاطفون مسؤولين عن القتل واقترحوا أن مارلين قتلت زوجها للحصول على أموال التأمين. بعد أكثر من عقد من الزمن في أبريل 1996 قبل زعيم جبهة التحرير الشعبية محمد أبو العباس المسؤولية وفي عام 1997 وصلت منظمة التحرير الفلسطينية إلى تسوية مالية مع أسرة كلينغوفر.
بعد أن ترك الخاطفون السفينة اكتشفت الحقيقة بشأن جريمة القتل ولكن الحكومة المصرية قررت احترام اتفاقها للسماح لهم بالوصول إلى طائرة للسفر إلى مكان آمن. تدخلت الحكومة المصرية فقط لأسباب إنسانية لضمان الإفراج عن الرهائن والسفينة. لم يكن لدى مصر أساس طبيعي للولاية حيث أن السفينة كانت من السجل الإيطالي ولم تحمل أي ركاب مصريين ولم يكن أي من المختطفين مصريا وكانت أفعالهم خارج الحدود الإقليمية المصرية.
في الوقت نفسه أعلن الرئيس ريغان أنه راض عن تدخل منظمة التحرير الفلسطينية ودعا ياسر عرفات إلى تقديم الخاطفين للمحاكمة. (عكس واضح للسياسة الأميركية التي كانت حتى ذلك الوقت قد رفضت التعامل مع منظمة التحرير الفلسطينية ومطالبتها أولا بإلغاء الإرهاب والاعتراف بدولة إسرائيل).
تغير الموقف الأمريكي بأخبار القتل وتأكد من أن منظمة التحرير الفلسطينية لم يكن لديها خطط لمحاكمة الخاطفين وأنهم ينقلون جوا إلى مكان اللجوء. أكتشف كذلك أن المفاوض عباس كان بالفعل العقل المدبر وراء عملية الاختطاف. كما ألقى هذا الاكتشاف ادعاءات عرفات بسلطة داخل منظمة التحرير الفلسطينية المتقلبة موضع تساؤل بالنسبة للأمريكيين وطرح تساؤلات حول مسؤوليته الخاصة.
رأى ريغان أن مصر سمحت للخاطفين بالمرور الآمن للجوء كعمل غير ودي وأمرت القوات الأمريكية باعتراض الطائرة المصرية وتوجيهها إلى الهبوط في مطار من اختيار الأمريكيين.

## أزمة سيغونيلا

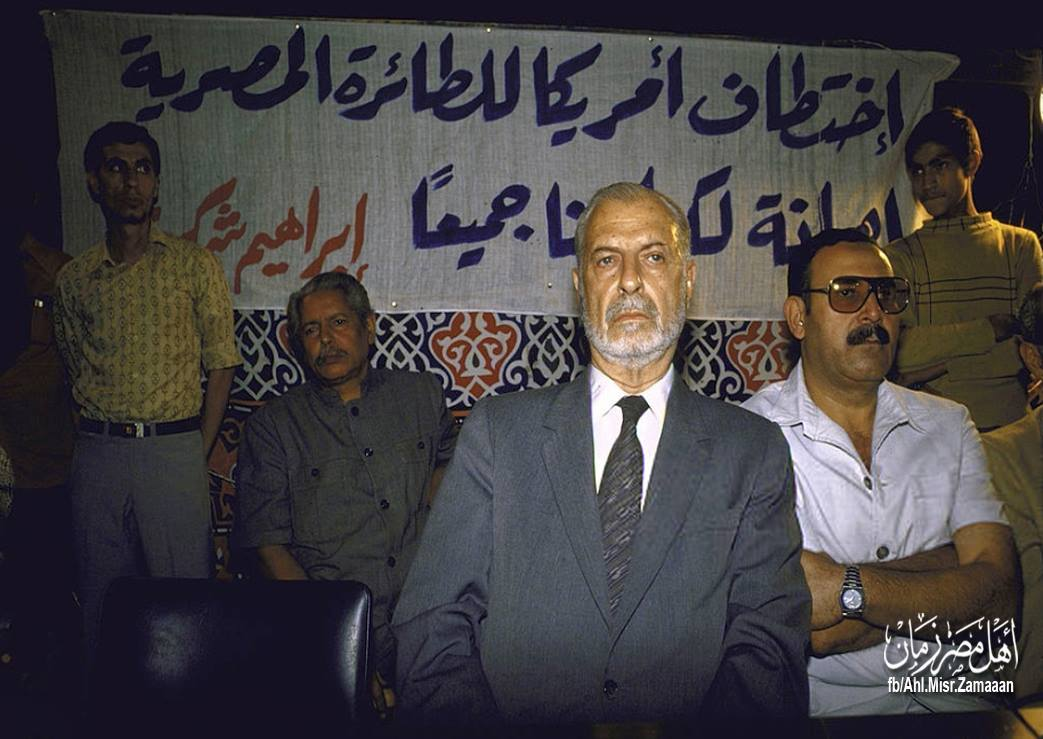
تظاهرات حزب العمل الإشتراكي للإحتجاج على إختطاف الطائرة المصرية 1985

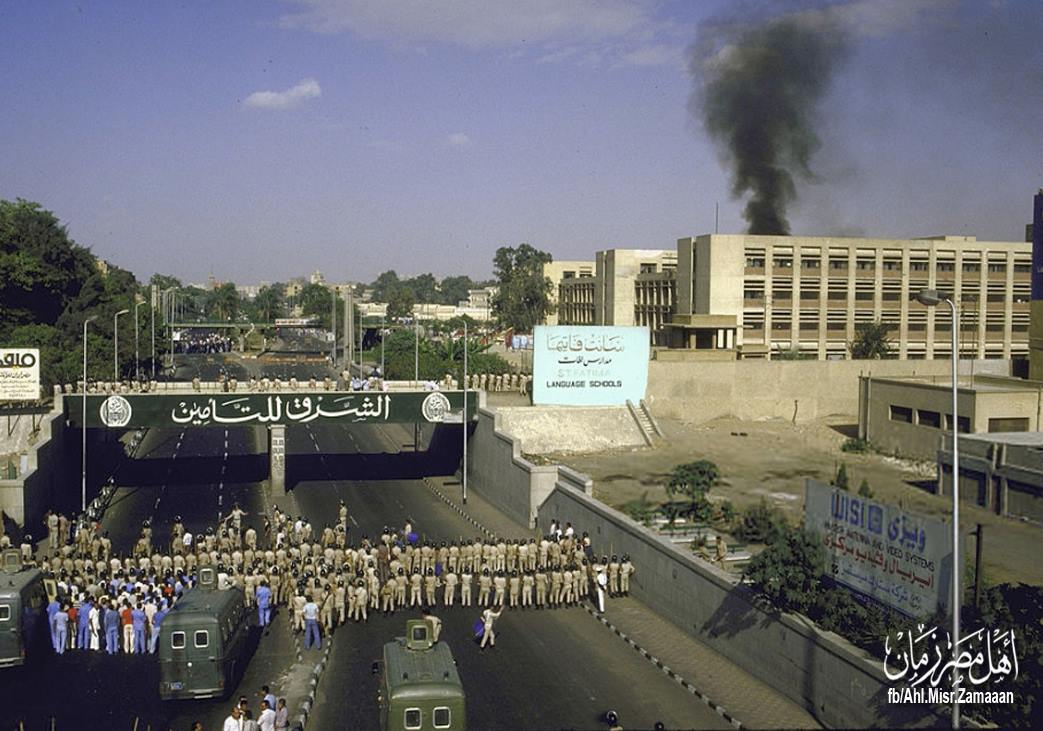
تظاهرات جامعة عين شمس (الدخان على يمين الصورة وغلق شارع الخليفة المأمون) للإحتجاج على إختطاف الطائرة المصرية 1985

بناء على أوامر من وزير الدفاع الأمريكي كاسبار واينبرغر اعترضت الطائرة إف-14 توم كات التي تحمل الخاطفين الطائرة المصرية من طراز ف-74 بيديفيلرز وف-103 سلوجرز من الجناح الجوي الناقل 17 على أساس الطائرات (أوس ساراتوغا) وتوجهت إلى الأرض في القاعدة البحرية الجوية في سيغونيلا (قاعدة جوية تابعة للناتو في صقلية تحت سيطرة عسكرية إيطالية أمريكية مشتركة).
ذكر الطيار المصري أن الطيارين الأمريكيين أمروه بالامتثال لأوامرهم أو إسقاطه. ذكر أيضا أن الطائرات العسكرية كانت قريبة جدا من أنه كان عليها أن تطلب منه أن تعطيه مجالا أكبر للمناورة بأمان. أصبح اختيار القاعدة البحرية الجوية في سيغونيلا إشكالية بالنسبة للأمريكيين لأنه لم يكن فقط تحت ولايتهم ولم يتم استشارة الإيطاليين بشأن استخدامه لهذه العملية.
كانت الرحلة المصرية بعد أن أذنت بها حكومتها قانونية بموجب القانون الدولي. احتجت الحكومة المصرية على الاعتراض الأمريكي على طائرتها التي لم تكن قانونية بموجب القانون الدولي. تراجعت الحجج المصرية إلى حد ما بسبب مبررها السابق لغزوها عام 1978 في مطار لوكنا في قبرص.
لم يحصل الأميركيون على موافقة الإيطاليين فقط على إجبارهم على الاستيلاء على طائرة غير معادية في سيغونيلا إلا أن الإجراء الذي اتخذ لمجرد أغراض أمريكية ولضمان المجرمين كان انتهاكا للأغراض العسكرية المشتركة البحتة التي وافق عليها الإيطاليون عندما تقرر تقاسم القاعدة.
في سيغونيلا ألقت الشرطة الإيطالية القبض على المختطفين بعد مكالمة هاتفية بين الرئيس الأمريكي رونالد ريغان ورئيس الوزراء الإيطالي بيتينو كراكسي. ادعى كراكسي الحقوق الإقليمية الإيطالية على قاعدة الناتو. اصطف أفراد القوات الجوية الإيطالية وقوات الدرك الوطني كارابينييري في مواجهة الأختام البحرية الأمريكية التي وصلت مع طائرتي سي-141 ستارليفتر. أرسلت قوات درك وطني أخرى من كاتانيا لتعزيز الإيطاليين. سمحت الولايات المتحدة في نهاية المطاف بالقبض على الخاطفين للإيطاليين بعد تلقي تأكيدات بأن الخاطفين سيحاكمون بتهمة القتل. سمح للركاب الآخرين على متن الطائرة (بما فيهم عباس) بمواصلة الوصول إلى وجهتهم على الرغم من احتجاجات الولايات المتحدة. طالبت مصر باعتذار من الولايات المتحدة لإجبارها على الخروج من مسارها. أصبحت هذه الأحداث تعرف باسم أزمة السيغونيلا.
تم نقل الخاطفين على متن طائرة إيطالية إلى روما. القوات الأمريكية التي انتهكت لوائح المجال الجوي والسلامة الإيطالية تليها في طائرة عسكرية - الهبوط في نفس المطار الروماني دون أن تسعى للحصول على تحليق أو إذن الهبوط.

## القضية الجنائية
كانت الولايات المتحدة قد خططت أصلا لتوجيه الاتهام إلى الخاطفين بالقرصنة بموجب قانونها الجنائي لعام 1909: «أيا كان في أعالي البحار يرتكب جريمة القرصنة على النحو الذي يحدده قانون الأمم وبعد ذلك جلب إلى الولايات المتحدة أو وجد في الولايات المتحدة بالسجن مدى الحياة». لكن هذا كان سيشكل مشكلة كما اعترفت الولايات المتحدة بالقانون الدولي بشأن هذه المسألة وعلى وجه التحديد إتفاقية قانون البحار لعام 1982 التي تنص على أن «حجز سفينة لأغراض سياسية لا يعتبر قرصنة».
بسبب القتل يمكن للولايات المتحدة أن تطالب بالولاية القضائية بموجب مبدأ الشخصية السلبية ومحاكمة الخاطفين بموجب قانون الجرائم لعام 1790 (على الرغم من أن المحكمة العليا قد شككت في قضية ضد الولايات المتحدة ضد بالمر (1818) إذا كان الفعل يمتد إلى غير المواطنين). لكن مع تسليم المشتبه بهم إلى أيدي الإيطاليين لمحاكمة الخاطفين كانت الولايات المتحدة قد اضطرت إلى استخدام عمليات التسليم العادية. حتى لو كان الأمريكيون قد فعلوا ذلك فقد كان بإمكان إيطاليا أن تدعي بسهولة حقها في الاختصاص كأولوية عندما كانت السفينة تبحر تحت علم إيطالي وبدأت رحلتها من إيطاليا وقد جاء الخاطفون على متنها في ميناء إيطالي.
ترى المحاكم الإيطالية أنه ليس من المهم أن يجد المشتبه فيهم أنفسهم في الولاية القضائية الإيطالية من خلال عدم وجود خيار خاص بهم خاصة وأن السلطات الإيطالية لم ترتكب أي فعل غير مشروع.
في يوليو 1986 حكمت محكمة إيطالية على الخاطفين بارتكاب «عملية اختطاف بنوايا إرهابية مما أدى إلى مقتل رهينة». حكم على ثلاثة من الخاطفين بالسجن لمدة تتراوح بين خمسة عشر وثلاثين عاما. حصلت مجموعة أخرى على ثلاثة أحكام تتراوح بين ستة أشهر وسبع سنوات ونصف. حكمت المحكمة بأن عباس كان المنظم وأنه هو واثنان من زملائه قد حكم عليهم بالسجن مدى الحياة غيابيا. تم تبرئة ثلاثة آخرين بدعوى عدم تحديدهم على النحو الواجب في قرار الاتهام.

## مصير عباس
في يناير 1988 أوقفت الولايات المتحدة أمر اعتقالها لعباس بسبب عدم كفاية الأدلة في الوقت الحالي لمحاكمته. ادعت وزارة العدل الأمريكية أن البلدان الأخرى التي لديها أدلة ضده كانت ترفض التعاون في ملاحقتها.
خلال نهاية الثمانينيات وبداية التسعينيات انتقل عباس من تونس إلى ليبيا. في عام 1990 كان العقل المدبر لمؤامرة مهاجمة الشواطئ الإسرائيلية مع 17 إرهابيا باستخدام الطائرات الشراعية ولكن تم اعتراضهم من قبل الإسرائيليين الذين قتلوا أربعة منهم. في عام 1994 أعطاه صدام حسين حق اللجوء السياسي في العراق. انتقل عباس إلى غزة (بعد أن منح عفو عام 1996 تمشيا مع توقيع اتفاقية أوسلو للسلام عام 1993). أصبح ممثلا للمجلس الوطني الفلسطيني. في عام 2000 أثناء الانتفاضة الفلسطينية الثانية غادر غزة وعاد إلى بغداد. بينما كان في العراق أصبح عباس القناة التي دفع من خلالها حسين عدو إسرائيل اليمين بدفع 25 ألف دولار أمريكي لأسر الانتحاريين الفلسطينيين الذين قتلوا الإسرائيليين.
في حديث إلى صحيفة نيويورك تايمز في عام 2002 ندد عباس بأسامة بن لادن وسعى إلى إبعاد القضية الفلسطينية من الحرب المقدسة المعلنة لتنظيم القاعدة ضد الولايات المتحدة. قال أن جبهة التحرير الشعبية لها هدف تاريخي محدود في تحرير فلسطين في حين أن هدف تنظيم القاعدة كان بلا حدود ولا حدود له. قال أن وفاة كلينغوفر كانت أضرارا جانبية مؤسفة على غرار المدنيين اليابانيين الأبرياء الذين قتلوا بسبب الاستخدام الأمريكي للقنابل الذرية على هيروشيما أو ناغازاكي.
في يوم الاثنين 14 أبريل 2003 أثناء حرب العراق تم القبض على عباس في ضواحي بغداد من قبل القوات الخاصة الأمريكية بناء على معلومات من المخابرات الأمريكية. انتقلت جبهة التحرير الفلسطينية من تونس إلى العراق بعد اختطاف أكيلي لاورو. قبضت القوات الخاصة الأمريكية على عدة أشخاص آخرين في مجمع عباس واستولت على وثائق وجوازات سفر.
اعتبر صائب عريقات عضو مجلس الوزراء الفلسطيني أن القبض على عباس يشكل انتهاكا لاتفاقات أوسلو للسلام (التي وقعتها الولايات المتحدة وإسرائيل والاتحاد الأوروبي وروسيا والأردن ومصر والنرويج والسلطة الوطنية الفلسطينية) وسيتم القبض على منظمة التحرير الفلسطينية أو محاكمتها بسبب الإجراءات التي ارتكبت قبل 13 سبتمبر 1993.
كان الرئيس الأميركي جورج دبليو بوش اتهم العراق في أكتوبر 2002 بتوفير ملاذ آمن لعباس. اعتبر أعضاء إدارته أن القبض على عباس هو انتصار آخر في الحرب العالمية على الإرهاب وقال أنه سيرسل رسالة إلى الإرهابيين: «يمكنك الهرب ولكن لا يمكنك أن تختبئ ونحن سوف نحاسبك». أثناء الاستجواب الأمريكي في العراق واصل عباس إنكار المشاركة المباشرة في قتل كلينغهوفر. اعترف بتخطيط مصادرة السفينة لكنه ذكر أنه لم يكن على متن أكيلي لاورو في ذلك الوقت ولكن في الأردن.
يوم الاثنين 8 مارس 2004 توفي عباس البالغ من العمر 55 سنة لأسباب طبيعية بينما كان سجين لدى الولايات المتحدة في سجن عراقي خارج بغداد. كان قد احتجز هناك في حين استمرت المناقشات حول وضعه القانوني وما إذا كان يمكن محاكمته في الولايات المتحدة أو في مكان آخر. تم سن معظم قوانين مكافحة الإرهاب الأمريكية بأحكام تتجاوز الحدود الإقليمية بعد الخطف والحكومة الإيطالية على الرغم من حكمها على عباس بخمس أحكام متتالية بالسجن المؤبد لم تسع إلى تسليمه.

## الخاطفون
يتباين مصير المدانين في عملية الاختطاف:
- اختفى أحمد معروف الأسدي في عام 1991 أثناء الإفراج المشروط ولكن في عام 1994 كان معروفا لدى السلطات الإسبانية خلال محاكمة منذر الكسار.
- تم منح بسام العسكر الإفراج المشروط في عام 1991. كان يعتقد أنه توفي في 21 فبراير 2004 ولكن وفقا لصحيفة ديلي ستار اللبنانية كان قد فر من البلد. أمضى 14 عاما في العراق وقام بتدريب الميليشيات الفلسطينية على محاربة الجيش الأمريكي جنبا إلى جنب مع المتمردين العراقيين قبل أن يسافر إلى مخيم نهر البارد للاجئين في لبنان حيث كان يقيم في عام 2007.
- حكم على إبراهيم فطاير عبد اللطيف بالسجن لمدة 30 عاما. ظل سجينا لمدة 20 سنة ثم منح الإفراج المشروط لمدة ثلاث سنوات وفي 7 يوليو 2008 طرد من مركز احتجاز غير قانوني للمهاجرين في روما. يعتزم الطعن في هذا الأمر محتجا بأنه ليس لديه مكان آخر يذهب إليه لأن لبنان لن يسمح بعودته لأنه ولد في مخيم للاجئين وبالتالي فهو ليس مواطنا لبنانيا.
- حكم على يوسف ماجد الملقي الذي أدين بقتل ليون كلينغوفر بالسجن لمدة 30 عاما. غادر سجن ريبيبيا في روما في 16 فبراير 1996 في رحلة استغرقت 12 يوما وهرب إلى إسبانيا حيث أعيد القبض عليه وسلم إلى إيطاليا. في 29 أبريل 2009 أفرج عنه مسؤولون إيطاليون من السجن في وقت مبكر لحسن السلوك. في يونيو 2009 قال محامي الملقي لوكالة أسوشييتد برس أن السلطات الإيطالية وضعت موكله في زنزانة احتجاز وكانت على وشك ترحيله إلى سوريا.

## الإرث
بعد مقتل ليون كلينغهوفر أسست عائلة كلينغوفر مؤسسة ليون ومارلين كلينغوفر التذكارية بالتعاون مع رابطة مكافحة التشهير.
ألهمت عملية اختطاف أكيلي لاورو عددا من الأعمال الفنية:
- اختطاف أكيلي لاورو (1989) وهو فيلم تلفزيوني درامي على أساس عملية الاختطاف من بطولة كارل مالدن ولي غرانت.
- رحلة الرعب: فضيحة أكيلي لاورو (1990) هو فيلم تلفزيوني درامي أكشن يستند إلى عملية الاختطاف من بطولة برت لانكستر وإيفا ماري سانت وإخراج ألبرتو نغرين.
- وفاة كلينغوفر (1991) هو أوبرا من قبل جون آدامز وأليس غودمان ومن إخراج بيتر سيلارز. ثبت تصويرها للاختطاف بصورة مثيرة للجدل.
- الزوار يستند الفصل الثاني من رواية جوليان بارنز «تاريخ العالم في عشر فصول ونصف» إلى الاختطاف.

## وصلات خارجية
- أوراق الأسرة كلينغوفر في الجمعية اليهودية التاريخية الأمريكية. ويتعلق الجزء الأكبر من هذه المواد الأرشيفية بخطف أكيلي لاورو وعواقبه.